# Johnny Juzang
Jonathan Anh «Johnny» Juzang (Los Angeles, California, 17 de marzo de 2001) es un baloncestista estadounidense que pertenece a la plantilla de los Minnesota Timberwolves de la NBA. Con 1,96 metros de estatura, juega en la posición de escolta.

## Trayectoria deportiva

### Universidad
Jugó una temporada con los Wildcats de la Universidad de Kentucky, en la que promedió 2,9 puntos y 1,9 rebotes por partido. En su mismo puesto había dos jugadores como Tyrese Maxey y Immanuel Quickley que le restaban considerablemente sus oportunidades de juego. Finalmente, al término de la temporada anunció que sería transferido, y decisió hacerlo a los Bruins de la Universidad de California en Los Ángeles, en su ciudad natal.
En los Bruins jugó dos temporadas más, en las que acabó promediando 15,8 puntos, 4,4 rebotes y 1,7 asistencias por partido.  en su primera temporada en el equipo fue incluido en el segundo mejor quinteto de la Pac-12 Conference, mientras que en la segunda lo fue en el primer equipo, además de ser incluido en el tercer equipo All-American por parte de Asociación Nacional de Entrenadores de Baloncesto.

#### Estadísticas
| Año     | Equipo   | PJ | PT | MPP  | %TC  | %3P  | %TL  | RPP | APP | ROB | TPP | PPP  |
| ------- | -------- | -- | -- | ---- | ---- | ---- | ---- | --- | --- | --- | --- | ---- |
| 2019–20 | Kentucky | 28 | 2  | 12.3 | .377 | .326 | .833 | 1.9 | .3  | .2  | .1  | 2.9  |
| 2020–21 | UCLA     | 27 | 26 | 32.3 | .441 | .353 | .877 | 4.1 | 1.6 | .8  | .3  | 16.0 |
| 2021–22 | UCLA     | 30 | 29 | 31.8 | .432 | .360 | .835 | 4.7 | 1.8 | .7  | .1  | 15.6 |
| Total   | Total    | 85 | 57 | 25.5 | .431 | .352 | .853 | 3.6 | 1.2 | .6  | .2  | 11.6 |

### Profesional
Tras no ser elegido en el Draft de la NBA de 2022, jugó las ligas de verano con los Utah Jazz, con los que firmó el 19 de julio, al término de las mismas, un contrato dual.
El 15 de marzo de 2024, en un partido contra los Atlanta Hawks, anotó 19 puntos, un récord personal en ese momento, con 7 de 11 tiros en 25 minutos saliendo desde el banquillo. Anotó un nuevo récord personal de 27 puntos contra los Golden State Warriors el 7 de abril de 2024. En julio de 2024 renueva con los Jazz por cuatro temporadas y $12 millones.
El 1 de agosto de 2025 firma por una temporada con Minnesota Timberwolves.

## Estadísticas de su carrera en la NBA

### Temporada regular
| Año     | Equipo | PJ  | PT | MPP  | %TC  | %3P  | %TL  | RPP | APP | ROB | TPP | PPP |
| ------- | ------ | --- | -- | ---- | ---- | ---- | ---- | --- | --- | --- | --- | --- |
| 2022-23 | Utah   | 18  | 0  | 12.9 | .337 | .238 | .500 | 2.2 | .4  | .2  | .2  | 4.8 |
| 2023-24 | Utah   | 20  | 5  | 18.6 | .464 | .416 | .714 | 1.8 | 1.2 | .2  | .1  | 7.2 |
| 2024-25 | Utah   | 64  | 18 | 19.8 | .429 | .376 | .849 | 2.9 | 1.1 | .6  | .1  | 8.9 |
| Total   | Total  | 102 | 23 | 18.4 | .421 | .363 | .803 | 2.5 | 1.0 | .5  | .1  | 7.9 |